# Marion Post Wolcott

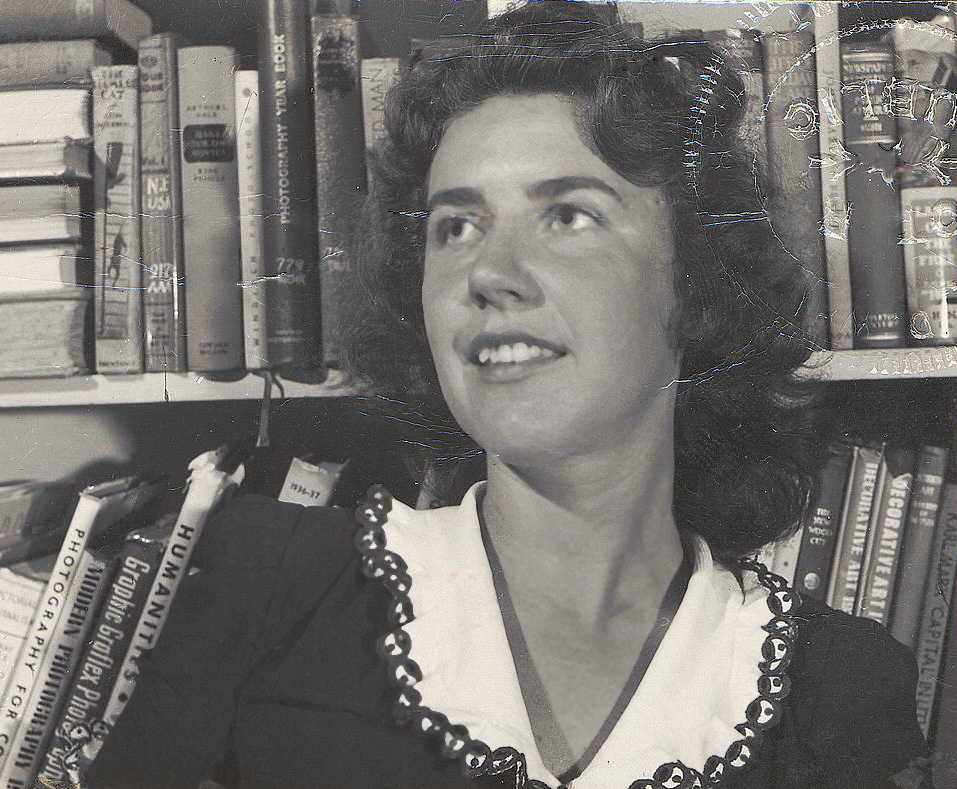
Marion Post Wolcott, 1940

Marion Post (später Marion Post Wolcott) (* 7. Juni 1910 in Montclair, New Jersey; † 24. November 1990 in Santa Barbara, Kalifornien) war eine US-amerikanische Dokumentarfotografin, die für die Farm Security Administration während der sogenannten Great Depression, Armut und Entbehrungen der Bevölkerung dokumentierte.

## Leben
Im Haus ihrer Mutter, Marion (Nan) Hoyt Post, in Greenwich Village traf Marion Post auf viele Künstler und Musiker und interessierte sich für den Modernen Tanz. Sie studierte an der New School in New York um Lehrerin zu werden. Nach ihrer Ausbildung begann Marion Post in einer kleinen Stadt in Massachusetts zu arbeiten. Hier wurde sie mit der Realität der Weltwirtschaftskrise und den Problemen der Armen konfrontiert. Als die Schule geschlossen wurde, ging Post 1932 nach Europa, erst nach Paris, dann nach Wien, um mit ihrer Schwester Helen zu studieren. Helen studierte mit Trude Fleischmann, einer Wiener Fotografin. Post zeigte Fleischmann einige ihrer Arbeiten und diese riet ihr, weiter zu fotografieren.
In ihrer Zeit in Wien wurde Post Zeugin von Übergriffen der Nationalsozialisten auf Juden und ging bald darauf zusammen mit ihrer Schwester zurück in die USA. Hier engagierte sie sich in der antifaschistischen Bewegung American League Against War and Fascism, die Juden, darunter auch Trude Fleischmann, bei der Flucht aus Europa in die Vereinigten Staaten unterstützte.
Marion Post begann 1936 als freischaffende Fotografin zu arbeiten und bekam Kontakt zur New Yorker Gruppe Photo League, wo sie Ralph Steiner (1899–1986) und Paul Strand traf. Als sie feststellte, dass sie immer wieder unter anderem von der Philadelphia Bulletin, zu „Frauen“-Themen geschickt wurde, zeigte Ralph Steiner ihr Portfolio Roy Stryker (1893–1975), dem Leiter der Farm Security Administration (FSA), und Paul Strand schrieb ein Empfehlungsschreiben. Stryker war von ihren Arbeiten beeindruckt und engagierte sie 1938. Wie Walker Evans, Dorothea Lange, Russell Lee, Gordon Parks, Louise Rosskam und Arthur Rothstein begann Post für die FSA durch die ländlichen Gebiete der USA zu reisen und Fürsorgeempfänger, Wanderarbeiter und immer wieder auch Kinder zu porträtieren.
Im Jahr 1941 traf sie Lee Wolcott, den Assistenten des damaligen Landwirtschaftsministers Henry Wallace. Nachdem ihre Aufgaben für die FSA erledigt waren, heiratete sie ihn und ordnete ihre Fotografie dem Familienleben und vielen Reisen nach Übersee unter.
Ihre Fotografien für die FSA erkunden oft die politischen Aspekte der Armut und Entbehrung und machen Teil des umfangreichen Bildarchivs der FSA aus. Marion Post Wolcotts Arbeit für die  FSA wurde weithin gesammelt, ausgestellt und veröffentlicht und ist Teil der ständigen Sammlungen der meisten großen Museen in den Vereinigten Staaten und im Ausland.

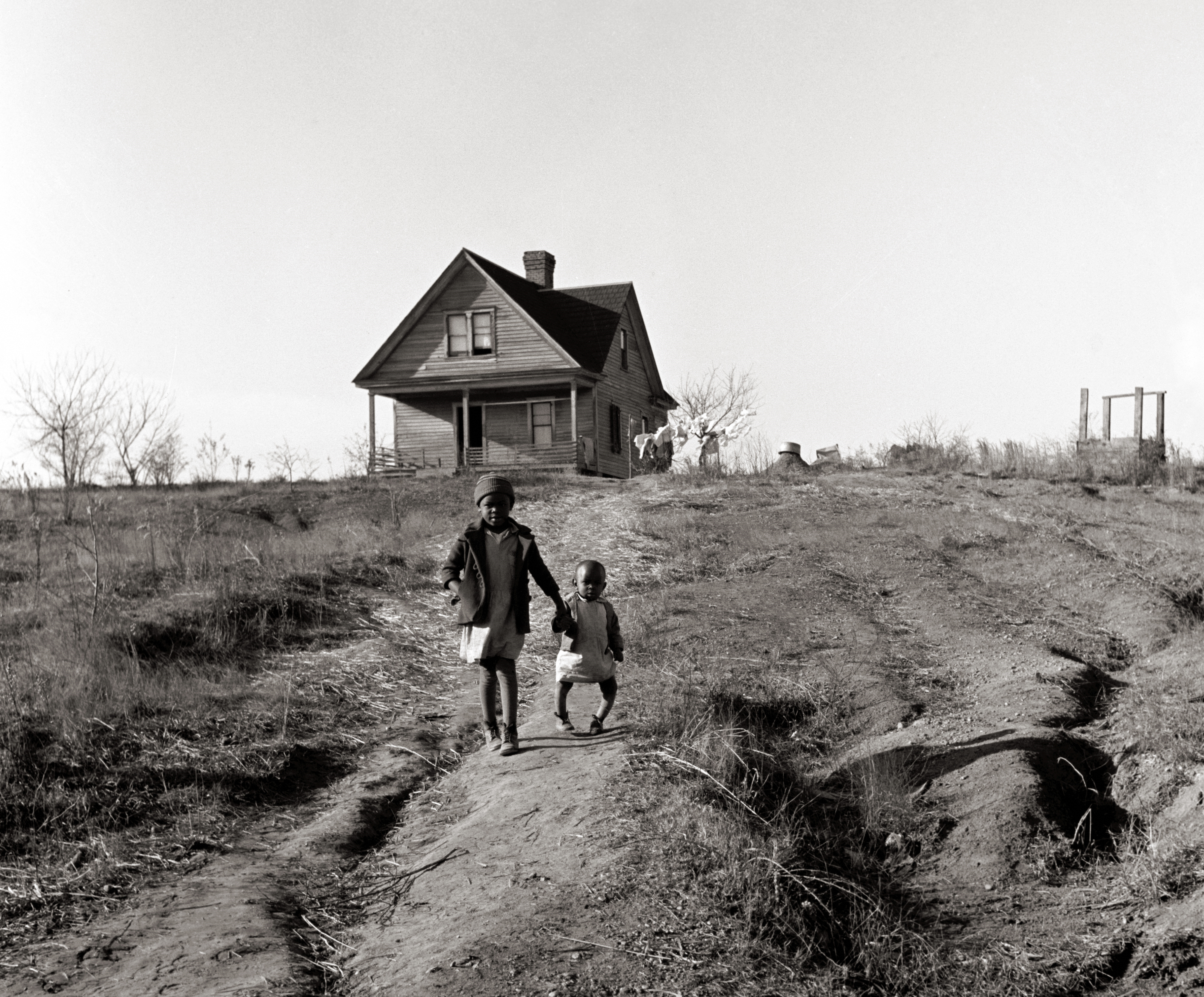
Afroamerikanische Kinder in Wadesboro, North Carolina. Fotografiert von Marion Post, 1938.